# Kasper Jaśkowski
Kasper Jaśkowski (zm. w 1591 roku) – kustosz nowosądeckiej kapituły kolegiackiej od 1584 roku, prepozyt kapituły tarnowskiej przed 1584 rokiem. 